# Cá ngát đuôi lươn
Cá ngát đuôi lươn, tên khoa học Tandanus tandanus, là một loài cá nheo trong họ Plotosidae. Chúng còn được gọi là cá nheo Úc.
Loài này là một nước ngọt cá bản địa của hệ thống sông Murray - Darling của miền đông Úc. Tên khoa học của cá ngát đuôi lươn đến từ một tên địa phương - Tandan - đó chính Thomas Livingston Mitchell ghi nhận vào 1832 đoàn thám hiểm của ông.

## Mô tả
Cá ngát đuôi lươn thường dài khoảng 50,0 cm (19.7 in) và cân nặng khoảng 1,8 kg (4.0 lb). Cá thể của loài này có thể phát triển lên đến khoảng 90,0 cm (35,4 in) và nặng tới 6,0 kg (13,2 lb). Cá ngát đuôi lươn có thể sống đến khoảng 8 năm.
Cá ngát đuôi lươn có cái đầu lớn, đôi môi dày và nhiều thịt với lỗ mũi hình ống. Da nó dai và trơn. Cơ thể màu sắc ở con trưởng thành thay đổi từ màu xanh ô liu đến nâu, đen hoặc tím trên lưng và màu trắng ở mặt dưới. Họ có một cơ thể rắn chắc, gần như hình trụ, kéo dài, với nửa sau của cơ thể giảm dần vào một cái đuôi nhọn giống như lươn. Đôi mắt của chúng là nhỏ.

## Sinh thái học

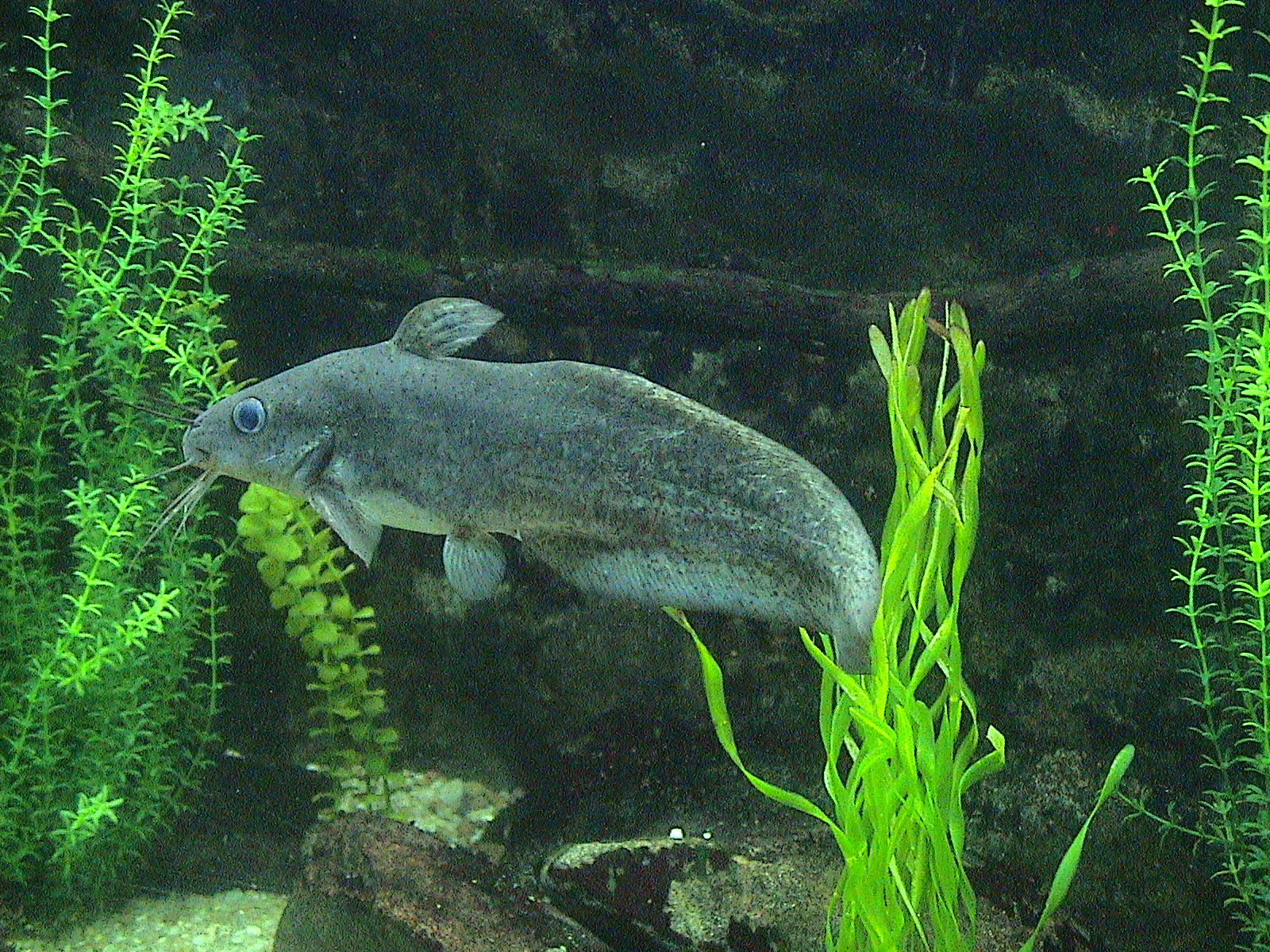
Cá ngát đuôi lươn ở vườn thú Adelaide

Cá ngát đuôi lươn sống ở các dòng nước chảy chậm, hồ, ao với thảm thực vật viền. Nó bơi gần với cát hoặc đáy sỏi. Mặc dù chúng thường sống đơn độc, con chưa trưởng thành có thể hình thành các đàn. Cá ngát đuôi lươn được tìm thấy trong hầu hết các môi trường sống nước ngọt của hệ thống sông Murray-Darling trừ vùng cao, phụ núi cao và núi cao của nhánh phía Nam.
Cá ngát đuôi lươn chưa trưởng thành ăn động vật phù du và côn trùng nhỏ, đặc biệt là ấu trùng Chironomidae. Cá dài hơn khoảng 100 mm cũng ăn cá nhỏ trong khi con trưởng thành ăn bao gồm tôm, tôm càng trong những tháng ấm và ấu trùng muỗi vào mùa đông. Ngoài ra, chúng ăn động vật thân mềm và chuồn chuồn, Caddis và ấu trùng phù du. Cá ngát đuôi lươn là vật chủ cho một số ký sinh trùng đường ruột bao gồm cestodes và tuyến trùng.
Cá ngát đuôi lươn đẻ trứng trong mùa xuân và giữa mùa hè, khi nhiệt độ nước tăng lên từ 20-24 °C (68-75 °F). Tổ được xây dựng khoảng một hoặc hai tuần trước khi sinh sản. Họ xây dựng tổ lớn lên đến một mét đường kính với những viên đá nhỏ và sỏi, trong đó trứng được đẻ. Một, đôi khi cả hai, bảo vệ trứng cho đến khi chúng nở.